# The Legend of Zelda: The Wind Waker
The Legend of Zelda: The Wind Waker (jap. ゼルダの伝説 風のタクト Zelda no Densetsu: Kaze no Takuto) – pierwsza wydana na konsolę Nintendo GameCube gra z serii The Legend of Zelda.
W 2013 roku na konsolę Nintendo Wii U wydana została odświeżona w HD wersja gry.

## Opis fabuły
Akcja gry umieszczona jest setki lat po historii przedstawionej w The Legend of Zelda: Ocarina of Time i rozpoczyna się na Outset Island (tłum. "Wyspa Wyjścia"), czyli rodzinnej wyspie głównego bohatera – jednej spośród wielu wysp znajdujących się na Great Sea (tłum. "Wielkim Morzu").
Hero of Time (czyli Link z Okaryny Czasu) czczony jest przez ludność jako legendarny bohater, który pokonał w przeszłości wielkie zło zagrażające światu. Zgodnie z obrzędem każdy chłopiec skończywszy 12 lat przywdziewa zieloną tunikę na wzór Bohatera Czasu.
Gra rozpoczyna się w dniu 10 urodzin chłopca imieniem Link (każdy Bohater zrządzeniem przeznaczenia nosi takie imię). Przyszły Bohater jeszcze nic nie wie o swoim przeznaczeniu ani o przygodach, które na niego czekają.
W tym momencie kończy się prolog i rozpoczyna gra właściwa. Pierwszy prezent w dniu urodzin Link otrzymuje od swojej siostry Aryll – jest nim luneta. Chłopiec wypatruje nim gigantycznego ptaka niosącego w szponach młodą dziewczynę i atakowanego przez salwy pirackiego okrętu. Jedna z kul trafia olbrzyma prosto w dziób i ten wypuszcza swą zdobycz ponad gęstym lasem wyspy. Dzielny Link postanawia udać się jej na ratunek, lecz najpierw udaje się na przyśpieszony kurs walki mieczem u wyspiarskiego fechmistrza imieniem Orca i otrzymuje od niego swój pierwszy oręż – Miecz Bohatera (oryg. Hero's Sword).
Akcja okazuje się sukcesem – Link ratuje szefową piratów Tetrę, lecz po chwili jej oprawca powraca i porywa Aryll.
Chcąc uratować siostrę Link pragnie odpłynąć na pirackim statku. Początkowo Tetra zdecydowanie się sprzeciwia, lecz przekonuje ją Rito – ptakopodobny listonosz, który widział całe zajście i opowiada jej, że to właśnie chłopiec w zieleni uratował ją przed potworami w lesie. Mówi także, iż to z jej powodu ptak porwał Aryll, gdyż gdyby piraci nie pojawili się w pobliżu wyspy, ptak także by się na niej nie znalazł. Tetra dowiaduje się także, że ten wielki ptak poszukuje "dziewcząt z długimi uszami", a jako bazę wypadową ma Forsaken Fortress (tłum. "Zapomniana Forteca"). Szefowa piratów ugina się pod argumentacją listonosza i zgadza się zabrać Linka ze sobą. Odegra ona w dalszej części gry ogromną rolę i będzie niezwykle pomocna dla młodego bohatera.

## Edycja limitowana
Gra została również wydana w specjalnej. dwupłytowej edycji limitowanej. Bonusowa płyta zawiera grę The Legend of Zelda: Ocarina of Time w dwóch wersjach – zwykłej (z Nintendo 64) oraz trudniejszej (Master Quest), w której niektóre przedmioty, wrogowie i sekrety znajdują się w innych miejscach.